# جنگ عربستان و عراق
جنگ عربستان و عراق جنگی بود که در سال ۱۷۹۰ رخ داد و تا سال ۱۸۱۱ بین دولت اول سعودی و فرمانداران عراق که وابسته به دولت عثمانی و وفاداران به آن بودند، مانند امارت منتفیق و قبایل، ادامه یافت. انگیزه دولت اول سعودی گسترش عانة در خارج از شبه جزیره عربستان و افزایش آن به سمت بصره بود . حاکمان عراق نتوانستند اولین دولت سعودی را از بین ببرند یا در این جنگ شکست دهند و همین امر باعث شد که دولت عثمانی از فرماندار عثمانی شام بخواهد که اولین دولت سعودی را مورد حمله قرار دهد و از بین ببرد، اما فرماندار آن از ترس این درخواست را رد کرد.
شکست لشکرکشی علی پاشا کیخیا علیه الاحساء ثابت کرد که والیان عراق برای از بین بردن اولین دولت سعودی ناتوان بودند یا حداقل آن را به گونه ای تضعیف کردند که نتواند از نجد فراتر رود. . این موضوع باعث شد که امپراتوری عثمانی در استانبول متقاعد شود که فرماندار عثمانی عراق به هیچ وجه شایسته رهبری جنبش تهاجمی عثمانی علیه سعودی‌ها نیست. این امر به نوبه خود باعث شد تا مقامات عثمانی از کشورهای عثمانی غیر از عراق کمک بگیرند و وظیفه حذف اولین دولت سعودی را به آنها بسپارند.